# Pascal Struijk
Pascal Augustus Struijk (ur. 11 sierpnia 1999 w Deurne) – holenderski piłkarz belgijskiego pochodzenia występujący na pozycji obrońcy w angielskim klubie Leeds United. Wychowanek ADO Den Haag. Młodzieżowy reprezentant Holandii.